# 北の零年
『北の零年』（きたのぜろねん）は、2004年製作、2005年公開の日本映画。主演は吉永小百合。
明治3年5月13日（1870年6月11日）に起こった庚午事変に絡む処分により、明治政府により徳島藩・淡路島から北海道静内へ移住を命じられた稲田家と家臣の人々の物語である。

## あらすじ
明治4年（1871年）、小松原志乃は稲田家の家臣一同とともに、先遣隊として静内にいる夫・英明のもとへと向かった。静内の地を開墾すれば稲田家の領地となるという政府の言葉を信じ、一同はみな希望に満ちていた。厳しい冬に苦しむ一同に救いの手をさしのべたのは、アイヌのモノクテとアシリカだった。
最初の冬を越え、ようやく稲田家当主（殿）が到着するが、廃藩置県（明治4年7月14日（1871年8月29日））によって移住命令が反故になったことだけを告げ、そのまま帰国してしまう。置き去りにされた一同は、それでも英明の檄のもと開拓に夢を託すが、作物はなかなか根付かない。状況を打開するため札幌へと向かった英明は消息を絶ってしまい、残された一同にも過酷な運命が待ち受けていた。

## キャスト
- 小松原志乃：吉永小百合
- アシリカ（会津藩士・高津政之）：豊川悦司
- 馬宮伝蔵：柳葉敏郎
- 小松原多恵：石原さとみ、大後寿々花（少女時代）
- 長谷慶一郎：吹越満
- 内田：中原丈雄
- 長谷さと：奥貫薫
- 友成洋平：田中義剛
- 窪平：モロ師岡
- 高岡：榊英雄
- 中野又十郎：阿部サダヲ
- 中野亀次郎：藤木悠
- 長谷すえ：馬渕晴子
- 川久保栄太：平田満
- 川久保平太：金井勇太
- 馬宮雄之介：大高力也
- 花村莞爾：寺島進
- モノクテ：大口広司
- エドウィン・ダン：アリステア・ダグラス
- 殿：忍成修吾
- おつる：鶴田真由
- 堀部賀兵衛：石橋蓮司
- 馬宮加代：石田ゆり子
- 持田倉蔵：香川照之
- 小松原英明：渡辺謙
- 木下ほうか、戸田昌宏、山田明郷、大口広司、及森玲子、岡元夕紀子、所博昭　ほか

## スタッフ
- 監督：行定勲
- 製作プロデューサー：長岡功、多田憲之（北海道統括）
- 製作総指揮：岡田裕介、坂本眞一
- 企画：遠藤茂行、木村純一
- 制作統括：生田篤
- エグゼクティブプロデューサー：早河洋、坂上順
- プロデューサー：角田朝雄、天野和人、冨永理生子
- 脚本：那須真知子
- 音楽：大島ミチル
- 撮影：北信康
- 照明：中村裕樹
- 美術：部谷京子
- 編集：今井剛
- 録音：伊藤裕規
- 装飾：大庭信正
- 音響効果：柴崎憲治、齋藤昌利
- アクションコーディネーター：二家本辰巳
- 技斗・所作指導：所博昭
- ガンエフェクト：唐沢裕一（BIGSHOT）
- VFXプロデューサー：尾上克郎
- VFXスーパーバイザー：道木伸隆
- CG：デジタルメディアラボ、マリンポスト、ハンマーヘッド、東映ラボ・テック
- 題字：武田双雲
- 和楽振り付け：ラッキィ池田
- スコティッシュダンス振り付け：竹内ヒロ子
- 撮影協力：北海道ロケーションサービス、さっぽろフィルムコミッション、北海道大学静内研究牧場、日高育成牧場、浦幌町　ほか
- 製作プロダクション：東映東京撮影所
- 製作委員会メンバー21社[4]：東映、テレビ朝日、朝日放送、メ～テレ、北海道テレビ、九州朝日放送、広島ホームテレビ、東映ビデオ、加賀電子、TOKYO FM、日本出版販売、アップフロントエージェンシー（現：アップフロントプロモーション）、北海道旅客鉄道、北海道新聞社、サッポロビール、ゲオ、プリズム、ハーベストフューチャーズ、朝日新聞社、札幌ステラプレイス、サークルKサンクス
- 配給：東映

## 製作

### 企画
本作の製作は北海道札幌駅の駅ビル再開発事業JRタワーステラプレイス内のシネマコンプレックス（以下、シネコン）・札幌シネマフロンティアの2003年2月開業と関係している。
1999年の第10回ゆうばり国際ファンタスティック映画祭の期間中、JR北海道の当時の社長・坂本眞一が、東映常務・岡田裕介（2002年6月東映社長）に「封切作品を全部揃えるような映画館を作りたい。それは外資系シネコンしか無理なのか」と言った。当時建設準備中の札幌駅JRタワーに外資系シネコン・AMCシアターズ、UCI、ヴァージンシネマズから進出の打診が坂本にあったためで、坂本から「日本の企業一社に受け請って貰うのは心配だ」と言われたため、岡田は「日本でも大丈夫です。私が実現可能なように努力をするから時間を下さい」と伝えた。当時はシネコンはまだ黎明期で、松竹、東宝もシネコンを開業して間がなく、東映はまだシネコンを開業していなかった。1993年のワーナー・マイカル・シネマズ海老名（現イオンシネマ海老名）の開業以降、AMCが南の拠点ともいうべき福岡県福岡市のキャナルシティ博多に初の都市型シネコン・AMCキャナルシティ13を開業した際は、日本の興行会社は"黒船襲来"と騒いだ。札幌の場合はそれまで駅前のシネコンではなく、駅ビルのシネコン、さらに雪が多いという土地柄、鉄道利用者にとっては雨にも雪にも濡れずに劇場に行けるというシネコンとしては画期的な立地で、岡田茂東映会長は「あんなところ（北の拠点）にAMCに出られたら日本の映画会社は終わりだ」と大きな危機感を抱き、東映が、松竹、東宝に話を持ち掛け、三社のトップ会談が何度も行われ、初めて邦画三社による共同経営の劇場建設が協議された。しかし三社はそれぞれ札幌に直営館を持ち、元々、ライバルとしてしのぎを削ってきた歴史があり、一緒に劇場を経営しましょうという提案はすんなりとはまとまらなかった。紆余曲折あったが、最終的には外資系の進出は何としてもくい止めなければならないと三社のトップが手を握り、日本映画史上・興行史で初めて、大手映画会社三社が共同経営するシネコンとして、札幌シネマフロンティアが開業した。札幌シネマフロンティアの開業でそれまで約100万人だった札幌の映画人口が、約二倍に増加したといわれる。横浜ブルク13もこのとき、同時に話し合われたものが一旦頓挫して、札幌の成功で後に復活したものである。この折衝段階で、熱烈なサユリストである坂本JR北海道社長が、岡田裕介に「札幌シネマフロンティアのオープンイベントに吉永小百合さんに来てもらえませんか」と頼んだが、「大女優をイベントのゲストになんかに引っ張り出せるか!」と断られた。「それなら吉永さん主演で北海道を舞台にした映画は出来ないですか。主要銀行が潰れるなど暗い雰囲気の北海道を元気にするような、それは北海道財界人の使命でもあります」などと頼み、「それならいいでしょう。検討します」と返事され、坂本と懇意の夕張市長・中田鉄治から夕張を舞台にしてもらえないかという働きかけもあり、実現したのが本作となる。夕張が舞台になった理由は、ゆうばり映画祭（ゆうばり国際ファンタスティック映画祭）が開始される以前から、岡田茂東映社長（当時）と、北海道担当重役だった草薙修平東映専務（当時）が夕張市を応援してきた歴史があり、1988年の『仮面ライダーBLACK』が夕張で撮影され、中田市長が特別出演しているのも本作も、東映と夕張市の長い付き合いから生まれたものであった。タイトル命名は岡田裕介。

### 脚本
稲田家の家臣による北海道開拓の話は船山馨の『お登勢』に記述があり、岡田裕介が1980年代前半に映画化しようとしたことがあったが、製作費も高くなりそうでそのままにしていた。他の素材も探したが、吉永が『お登勢』、『石狩平野』などの船山作品のファンで、以前から北海道を開拓した人々の物語を映画化したいという希望を持っていることを知る岡田は、この企画なら吉永を主演で口説き切れるかもしれないし、開拓時代の話は悲惨なものが多いが、今の北海道の再生の基盤になるような映画なら北海道の財界から協力を得られるのではと考え、まず坂本に打診し了承を得た。
なお、本作は脚本を担当した那須真知子のオリジナル作品であるが、上記の通り船山馨の北海道開拓をモチーフにした2作品（『お登勢』、『石狩平野』）を参考にしており、本編のクレジットでも参考文献として紹介されている。

### 監督選定＆キャスティング
1996年の『霧の子午線』で、吉永が那須真知子のさっぱりした性格と気が合っていたことから、岡田が那須に脚本を頼み、2003年の年明けに脚本の第一稿ができて、吉永に読んでもらっところ吉永は出演を即決した。吉永が「監督は誰ですか」と聞いたため、「誰かご意向がありますか」と聞くと、吉永は「最近の映画を見て、行定勲さんはどうですか。若手と一回やってみたい」と言った。
行定はまだ『世界の中心で、愛をさけぶ』撮影前で、吉永は行定の『GO』や『ロックンロールミシン』に感心し、「新人女優になった気持ちで、『GO』のヒロイン・柴咲コウさんになったつもりでやってみたい」と希望を伝えた。そこで岡田が行定に引き受けてもらえるかと頼むと、行定は「私が吉永さんを本当に撮らせてもらえるんですか。本当にご指名なんですか。私が断れる理由がないじゃないですか」と了承した。行定は監督昇進後、次々話題作を手掛け、日の出の勢いだったが、当時の日本映画の状況で、30代前半の監督が製作費15億円の大作を監督するのは珍しいケースであった。行定は「つい数年前までこんな大作を若いときに撮れるなんて思いもしなかった」と話した。
行定はプロレタリアの悲哀のようなロシア映画のイメージで広大な原野を切り開く女たちの明治時代を描こうとしてそういった映画を改めて鑑賞し。広大な大地を開拓するイメージを膨らませた。
吉永は1980年に高倉健と共演した『動乱』で、北海道の魅力に惹かれ『動乱』同様、北海道での長期に渡る撮影に意欲を見せた。行定は岡田から送られた脚本の初稿を読んだのち、赤坂プリンスホテルへ打ち合わせに行くと岡田とともに吉永が同席していたことに驚いた。彼女から『ロックンロールミシン』を観たことで自然を味方にできないとこの映画は作れないからあなたなら味方にできると言わたことで指名を改めて快諾した。吉永主演と行定監督、那須脚本が決まっただけの段階で、坂本が嬉しさのあまり、札幌シネマフロンティアのグランドオープン前日の2003年3月5日、同所で坂本と吉永、中田夕張市長ら少数の出席による企画発表会見を行った。坂本は「北海道全体で作る気持ちで、個人、法人を含めて賛同者を募り、物心両面で協力したい」と話し、中田夕張市長は「1991年の第2回ゆうばり国際映画祭にゲストとして吉永さんを招こうとしたら断られたんです。13年経って、今度はロケという形で来て頂けることになり夢のようだ」と話した。吉永は「船山馨さんが書かれた『お登勢』や『石狩平野』のような、北海道の大地にしっかり足をつけて生きる女性をいつか演じたいと思っていた。今回は腹筋を使っての体力勝負。若くて才能のある行定監督との初めての仕事にわくわくしています。新しい演出法に触れて、今までと少し違う私が出せれば…」と抱負を語った。また、行定からは「日本史の授業では習わないような北海道の知られざる歴史がある。その歴史の中から偉大なる女優、吉永小百合さんとともに今の日本人が忘れかけている真実を探し出していきたいと思う。現代人の心に残る映画を目指したい」というメッセージが寄せられた。この時の発表では2003年秋に撮影を始める予定と発表したが、出演者のスケジュール調整、ロケセットの建設等が大規模で準備に難航し撮影は2004年2月からになった。坂本の呼びかけで、堀達也北海道知事を代表幹事とする吉永の111本目の出演映画に因む、道内経済界、行政、各種団体トップによる前代未聞の111人の「映画『北の零年』を応援する会」が結成された。この企画発表について二年後に岡田は「あの時は冷や冷やしたよ。実はまだ、『北の零年』の製作発表が正式に出来るような段階ではなくてね。製作費の調達の目処が完全についてはいなくて、行定監督は脚本が仕上がる前に別の作品の撮影に入ってしまっていた。ただJR北海道の坂本社長から『中田市長の健康が心配だ。何とかご本人が元気なうちに、企画発表という形でも記者会見を開けないだろうか』と打診されてね」と話した。
正式な製作発表会見は一年後の2004年2月9日に赤坂プリンスホテルで行われた。岡田は会見で「二十年前からこの映画の構想をあたためていた。ただ、スケールの大きな話であるために、製作費が多額だし、ロケも大変なので実現までに時間がかかった。東映の来年の社運をかけて、立派な作品を世に送り出したい」と抱負を語った。吉永は「私にとって、たぶん最後の大きな作品になると思います」と話した。
また渡辺謙はオファーを出す前に渡辺の方から『ラストサムライ』撮影中に「吉永さんがやるようなら、何が何でも参加させてくれ。通行人でもいいから出させてくれ」と岡田に電話があった。渡辺はまだ大きな名声を得る前だった。

### 美術
北海道の開拓を劇映画で主題として取り上げたものは前例がなく、時代考証も行ったが、事実は分からないことも多く、行定は「この映画は入口はノンフィクションだけれど出口はフィクション。その出口は現代にも繋がっている部分があるという方向性で作品を構築した」などと話している。
スタッフ、キャストの編成は2003年3月以降。2003年夏から秋にかけてはロケハンが繰り返された。ロケの拠点を中田夕張市長や後藤健二から夕張を舞台にしてもらえないかと要望もあり、本来の舞台は日高地方であるが、ロケの拠点を夕張に置くのは問題ないため、メインのオープンセットは2003年11月から、夕張市鹿島の2ヘクタールの広大な土地に本建築で屋敷や駅逓、会所、神社、火の見櫓、開拓移民小屋などのオープンセットを建設した。市街地が明治4年、明治5年、明治10年と三段階の進化を遂げるという手の込んだセットで、当時の日本映画ではないといわれる程の本格的なロケセットであった。
吉永は農作業は初体験だったため、東映東京撮影所（以下、東映東京）近くの農家で農作業を手伝い経験を積んだ。また百年以上前の時代を生きた女性・志乃を自分の中にどう取り込むか、撮影前の2003年11月に実際に稲田家移住団が上陸した地点から、殿の屋敷を作った地点まで見て回った。

### 撮影
撮影は最初『世界の中心で、愛をさけぶ』での行定勲とのコンビ・篠田昇だった。『世界の中心で、愛をさけぶ』の撮影と並行して本作の2003年のロケハンや打ち合わせにも元気に参加していた。移民船の上陸シーンが撮影された釧路市音別町直別海岸は篠田がロケハンで見つけた特に思い入れの強い場所だった。2004年明けのメインスタッフ打ち合わせ後、体調を悪くし降板の申し入れがあり、篠田からの推薦で北信康に交代した(篠田は同年6月に死去)。北と行定監督は、1995年の岩井俊二監督『Love Letter』で、助監督とチーフの撮影助手との関係で2か月をともにした間柄で、森田芳光組で東映からも信頼があり、急遽抜擢された。東映の大作としてはかなり若いスタッフが編成された。
行定監督と俳優の最初の打ち合わせで、行定が「1シーン、通していきます」と言ったので、吉永は「ワンシーン、ワンカットを多用するんだな」と思ったが、そうではなかった。行定の演出法は、ワンシーン、ワンカットを引きのショット、寄りのショット、反対の角度から、違う人のアップと大体5パターンくらい撮る方法であった。NGも出るので一日に同じシーンを30回も50回も撮ることがある。どこを使われるか分からないため、役者はどの回も芝居のボルテージを下げられなかった。また1人がNGを出したら、みんな最初からやり直しで、俳優は集中力の持続が難しい。吉永はこの演出法がすぐに理解できず、最初「何が悪かったんでしょうか？」と行定に抗議した。渡辺謙は『ラストサムライ』も同じ撮り方で、初日に熱が出たと話していたという。日本映画は普通は事前にカット割りをしておき、1シーンの二行目までのセリフを寄りで撮ったら、次は引きというように撮り、ブツ切りのショットを後で編集し、一つのシーンに組み上げる。日中でも零下五、六度という気候条件や、周りは鹿と熊しかいないような自然条件の中で、役者はいつ終わるか知れない撮影の連続で肉体も精神もタフさが要求された。クランクインの直後には、失踪した夫を捜すために幼子を背負って猛吹雪の中を歩くシーンを撮影した。吉永はこのシーンを「中盤の大きなヤマ場。観客の胸に迫るシーンにしたかった」と位置づけ、凍傷覚悟で何度もテークを重ねる監督の粘りに応えた。また、渡辺謙のアドバイスで、わら靴の中に踏ん張りが利く編み上げのレスリングシューズを履いて臨んだ。だが、さすがに子役は相当グズった。
このため通常作品の五倍以上の38万フィート（北信康談）、40万フィート以上のフィルムを回し、岡田裕介と揉めた。吉永は「浦島太郎になった気分だった。今までの撮影の五倍から十倍疲れた。フィルムの使用は戦後の日本映画最高記録でないか、多分今後も破られることもないでしょう」、北信康も「この数字は何年か更新されないのでは」などと話していた。
夕張は例年よりも積雪量が多く、冬のロケはスタッフ、キャストとも寒さに苦しんだ。だが監督の行定は「貧しさや寒さに耐える開拓者の雰囲気が出ない」として、晴れ間がのぞく穏やかな天候の時にはロケを中止し、敢えて気候条件が厳しい時を選んでロケを敢行した。「自然の持つ力にはかなわない。その空気感をフィルムに焼き付けたい。そのためには忍耐強く待つ」というのがその理由であった。雪が積もり過ぎて馬が歩けなくなり、急遽200枚もの古畳を敷き詰める必要に迫られ、行定監督自ら率先し、夕張市民と一緒に畳を運んだこともあった。特に過酷だったのがシューパロ湖を使っての馬宮伝蔵（柳葉敏郎）・加代（石田ゆり子）夫妻の子・雄之介（大高力也）の葬列シーンで、周りには遮蔽物がない吹き曝し状態で経験したことのない寒さだったという。夕張市民ボランティアの「炊き出し班」が温かい食べ物を用意する等、厳寒の中で深夜まで続く撮影を乗り切った。

### 撮影記録
2004年1月5日、東映東京でメインスタッフ打ち合わせ。スタッフが吉永と初めて仕事をする者が多いため、吉永から「雪の北海道よりまず東京でクランクインした方がいいのでは」という提案があり、2004年2月17日、東映東京のセットでクランクイン。淡路の小松原家での撮影は1日、2004年2月23日から夕張から北海道ロケスタート、2004年2月25日から北海道ロケが1ケ月。夕張市鹿島のオープンセットでの撮影には、キャスト、スタッフ合わせて150人超が参加した。ロケ前半は連日の猛吹雪で撮影に難航。その後東京でのセット撮影で冬～春の撮影は終了。北海道のセットの室内は照明が難しく、屋外ロケがメインとなるため、東映東京での室内セットで撮影した。仮移民小屋は夕張セットとのロケマッチのため最初から二軒分の材料を頼み、一軒分を東映東京に建設した。窓や木戸のヌケは現地の原生林のパネルを使用した。東映東京には移民船のセットなども作られた。またトップシーンの淡路の盛大に咲き誇る"一本の桜の木"の下で演じられる人形浄瑠璃を撮りたいという行定のオーダーで、製作部が日本中の"一本の桜の木"を探し歩き、長野県水中の枝垂桜に決まり、枝垂桜の下に野掛け小屋を組み、2004年4月21日～23日に撮影した。ここから渡辺謙参加。2004年5月17日、夕張鹿島セットから夏に2か月の北海道ロケを行い、夕張の他、実際に稲田家が移住した静内町（6月）、北海道大学農学部研究牧場の住居、厩舎等の小松原牧場のオープンセット、新冠町御料牧場にエドウィン・ダンの牧場等で撮影した。吉永は乗馬の経験があり、早稲田大学乗馬部に半年在籍した後も馬に乗り、『華の乱』でも乗馬シーンを演じて、『影武者』で使用した馬、マルカゲをもらっていたが、この馬が高齢により牧場で余生を過ごすことになってからは水泳に興味を持ったため、乗馬から離れていたことでいざ練習に臨むと馬が動いてくれなかった。かねてより吉永の腕を知っている乗馬を教えていたコーチは行定の指示に彼女が対応できないと取り合ってくれなかった。練習により勘を取り戻していった矢先、コーチが急死、それでもやめるわけにいかず撮影本番を迎えた吉永の乗馬姿は行定によれば背筋がピンと立った美しく本格的だった。ロケハンの一番のネックになっていたのが開墾地であった。原生林を伐採させてくれる場所は簡単にはなく、なおかつ同じ場所で開墾までしたいという行定監督のオーダーには難航したが、浦河町の実際の伐採予定現場が借りられ、JRAが所有する広大な敷地を借りて畑と田んぼを作り撮影。実際に畑を耕し種蒔きから雑草取りなどで作物を育てたが、動物の宝庫で烏、鹿、キツネ、熊と食い荒らされ、夕張のビニールハウスで育てた作物を撮影直前に運んで撮影した。3分の2あたりのイナゴの大群に襲われるシーンは、大群の中に平田満や吉永が立ってもイナゴがぶつからないことからCGと見られるが、非常に迫力がある。見渡す限りの緑を食い尽くされ、冬枯れの体というシーンは2004年7月28～30日に撮影されたが、それまで夕張、浦河、静内の山を毎日草をバーナーで焼き続けた。それらしきシーンは本編にはない。イナゴは繁殖するので、実際に野に放てないため、巨大な蚊帳の中に畑や田んぼを再現し、云千匹のイナゴを放って撮影した。イナゴのヨリはスタジオ内に巨大なネットを張り撮影。稲田家の北海道第一歩となった浦幌町字厚内（2004年7月）、移民船での上陸シーンは釧路市音別町直別海岸。2004年8月1日、船の甲板セット、8月4日、8月10日、実景、小物を残しクランクアップ。エキストラは7000人に及んだ。延べ2000人の夕張市民も出演している。

### 備考
最初の冬に馬宮伝蔵（柳葉敏郎）・加代（石田ゆり子）夫妻の子・雄之介（大高力也）が大量の血を吐いて死ぬが、時代を考えれば、結核が予想されるが、何の説明もなく、医者も現れず、医者がいるのかいないのか、周りの人は大丈夫だったのか、説明の欲しいシーンである。

### 製作費
15億円。全国の朝日放送グループが初めて映画で共同出資した。

## プロモーション
岡田裕介が当時力を入れていたデジタル配信による試写会を東京の会場から全国13ヵ所に配信した。
北海道の上映館の一つであった「札幌劇場」が入居していたスガイディノス札幌中央（2019年6月2日閉館）では、当作のビジュアルを描いた手書き絵看板が封切前後に設置されていた。

## 受賞歴
- 第29回日本アカデミー賞[42]
  - 優秀作品賞
  - 優秀監督賞
  - 優秀脚本賞
  - 最優秀主演女優賞
  - 優秀助演男優賞
  - 優秀助演女優賞
  - 優秀音楽賞
  - 優秀撮影賞
  - 優秀照明賞
  - 優秀美術賞
  - 優秀録音賞
  - 優秀編集賞
- 第23回ゴールデングロス賞 日本映画部門 優秀銀賞[43]